# 国鉄ワフ28000形貨車
国鉄ワフ28000形貨車（こくてつワフ28000がたかしゃ）は、かつて日本国有鉄道（国鉄）およびその前身である運輸通信省に在籍した有蓋緩急貨車である。

## 概要
本形式は、1944年（昭和19年）から1946年（昭和21年）にかけて250両（ワフ28000 - ワフ28159, ワフ28210 - ワフ28299）が製造された、8トン積二軸有蓋緩急車である。なお、二車現存車の改番のため、最終番号はワフ28300である。鋼材節約のため、鋼製だった前級ワフ25000形の車体を木製化したもので、ワム50000形同様の戦時設計車である。車掌室の側面には窓1個と片開き戸1枚が、妻面中央には窓が1個設けられている。原設計では、車掌室の屋根上にトルペード型通風器が2個設けられているが、ガーランド型1個のものも多かった。資材節約のため、戦時中は塗装を1回塗りとし、さらに進んで塗装を省略して落成した車両もある。
車体が木製とされた以外は、ワフ25000形の基本寸法を踏襲した貨物室重視の設計で、側板・妻板は鋼柱を外側に立てた横羽目である。貨物室には幅1,500mmの木製片引戸が1か所（片側）に設けられている。走り装置の軸ばね吊り受けは（一段）リンク式で、最高運転速度は65km/h、車軸は12t長軸である。貨物室の寸法は、長さ5,000mm、幅2,300mm、高さ2,145mm、床面積11.5m2、容積25.2m3である。全長は7,850mm、全幅は2,640mm、全高は3,880mm、軸距は4,200mm、自重は8.5tで、車軸位置は貨物室側にオフセットしてあり、車掌室側のオーバーハングは1,635mm、貨物室側のオーバーハングは1,215mm（いずれも端梁までの長さ）である。
本形式は、乗務する車掌の執務環境が悪いことから早期に整理対象となり、一時計画された鋼体化も実現せず、1968年（昭和43年）までに全車廃車となった。

## 譲渡
1962年（昭和37年）にワフ28054が江若鉄道に譲渡され、ワフ280形（ワフ280）となった。